# Alessia Rovegno
Alessia Rovegno Cayo (sinh ngày 20 tháng 1 năm 1998) là một người mẫu, diễn viên, ca sĩ và hoa hậu người Peru đã đăng quang cuộc thi Hoa hậu Peru 2022. Với tư cách là Hoa hậu Peru, Rovegno đại diện cho Peru tại cuộc thi Hoa hậu Hoàn vũ 2022 và đạt top 16 chung cuộc.

## Tiểu sử
Rovegno sinh ra và lớn lên ở Lima, Peru. Cô ấy là người gốc Ý. Cô là con gái của Lucho Rovegno và Bárbara Cayo. Rovegno nhỏ hơn 2 tuổi so với chị gái Arianna Celeste Rovegno Cayo, người sáng lập ra La Bambina de Rovegno. Dì của họ là Fiorella Cayo, Stephanie Cayo và chú của họ là Macs Cayo đều là diễn viên.
Vào ngày 6 tháng 10 năm 2021, cô phát hành bài hát Un Amor Como el Nuestro.

## Các cuộc thi sắc đẹp

### Hoa hậu Peru 2022
Vào ngày 14 tháng 6 năm 2022, Rovegno cạnh tranh với 9 ứng cử viên khác trong cuộc thi Hoa hậu Peru 2022. Vào cuối sự kiện, Rovegno đã được trao danh hiệu bởi Yely Rivera của Arequipa với tư cách tân Hoa hậu Hoàn vũ Peru 2022.

### Hoa hậu Hoàn vũ 2022
Với tư cách là Hoa hậu Peru, Rovegno sẽ đại diện cho Peru tại Hoa hậu Hoàn vũ 2022. Cô lọt vào Top 16 chung cuộc.

## Cuộc sống cá nhân
Vào ngày 12 tháng 12 năm 2021, cô xác nhận mối quan hệ lãng mạn của mình với vận động viên người Peru Hugo García.